# 세종청주로
세종청주로(Sejongcheongju-ro)은 대한민국의 세종특별자치시 부강면에서 충청북도 청주시 흥덕구 신전동을 연결하는 도로이다.
세종 행정중심복합도시와 청주 도심을 최단시간으로 연결하는 역할을 한다.

## 역사
- 2016년 9월 30일 : 2개 이상 시·도에 걸쳐 있는 도로로 세종청주로를 고시[1]

## 노선 경로
| 이름                   | 접속 노선                 | 소재지         | 소재지        | 비고          |
| 연청로와 직결          | 연청로와 직결             | 연청로와 직결  | 연청로와 직결 | 연청로와 직결 |
| ---------------------- | ------------------------- | -------------- | ------------- | ------------- |
| 갈산 교차로 (갈산교)   | 갈산산수로                | 세종특별자치시 | 부강면        |               |
| 갈산1교                |                           | 세종특별자치시 | 부강면        |               |
| 갈산2교                |                           | 세종특별자치시 | 부강면        |               |
| 갈산2 교차로 (갈산3교) | 부강행산로                | 세종특별자치시 | 부강면        |               |
| 갈산4교                |                           | 세종특별자치시 | 부강면        |               |
| 부처교                 |                           | 세종특별자치시 | 부강면        |               |
| 행산 교차로 (행산1교)  | 저산척북로                | 세종특별자치시 | 부강면        |               |
| 구미1교                |                           | 청주시         | 서원구 남이면 |               |
| 구미2교                |                           | 청주시         | 서원구 남이면 |               |
|                        | 흥덕구 강내면             | 청주시         |               |               |
| 연정1교                |                           | 청주시         |               |               |
| 연정 교차로 (연정2교)  | 부용남이길                | 청주시         |               |               |
| 연정 교차로 (연정2교)  | 부용남이길                | 청주시         | 흥덕구        |               |
| 현암육교               |                           | 청주시         |               |               |
| 현암 교차로 (백산육교) | 지방도 제512호선 (서부로) | 청주시         |               |               |
| 현암 교차로 (백산육교) | 지방도 제512호선 (서부로) | 청주시         | 서원구 남이면 |               |
| 구암 교차로 (구암2교)  | 지방도 제512호선 (서부로) | 청주시         |               |               |
| 서부로와 직결          |                           |                |               |               |

## 관할 구역
- 세종특별자치시
- 충청북도
  - 청주시